# Alfred Toogood
Alfred Henry Toogood (St Helens, 1872 - 1928) was een golfprofessional.
Alfred Toogood begon met golf op Bembridge Golf. In 1894 speelde hij op Royal St George's Golf Club mee op de Brits Open, de eerste keer dat het toernooi buiten Schotland werd gespeeld. Hij eindigde op de 4de plaats, hetgeen zijn beste resultaat zou blijven.
Toen hij gezinsuitbreiding kreeg, had hij niet meer genoeg geld om toernooien te spelen. In 1979 werd hij pro op de net geopende Eltham Warren Golf Club bij Londen. Daarna werkte hij op de Minchinhampton GC in de Cotswolds (1895-1900), op Headingly GC in Leeds (1900-1902), op de West Essex Golf Club (1902-1907), op Tramore in Ierland (1907-1909) en ten slotte op Beckenham in Kent (1909-1911).
Het hoogtepunt van zijn carrière was een demonstratiewedstrijd op Rockford Hall in 1904, waarbij hij Harry Vardon, James Braid en Jack White, die net het Brits Open had gewonnen, versloeg.